# 広島市立祇園小学校
広島市立祇園小学校（ひろしましりつ ぎおんしょうがっこう）は、広島市安佐南区祇園三丁目にある公立小学校。

## 概要
祇園地区の住宅街にある小学校。敷地の東隣にはJR可部線が通り、西隣には道を挟んでイオンモール広島祇園がある。学校だよりや地域で呼ばれる通称は祇小（ぎしょう）。児童数は1015名（2020年11月15日現在）。

## 沿革

### 経緯
1871年に創立された使由舎を起源としており、小学校としての創立は1874年。1876年に祇園小学校と改称、その後祇園尋常小学校、祇園尋常高等小学校、祇園国民学校を経て、1947年に祇園町立祇園小学校となった。1972年に祇園町が広島市へ合併したことに伴い、現在の広島市立祇園小学校と改称した。

### 年表
- 1874年（明治7年）3月6日 - 正式小学校として設立
- 1876年（明治9年） - 祇園小学校と改称
- （この間で、祇園尋常小学校、祇園尋常高等小学校と改称）
- 1926年（大正15年） - 現在地へ移転（当時の地名は北下安447番地）
- 1941年（昭和16年） - 祇園国民学校に改称
- 1947年（昭和22年） - 祇園町立祇園小学校に改称
- 1948年（昭和23年） - 学校給食を開始
- 1963年（昭和38年） - 本館ならびに北校舎完成
- 1971年（昭和46年） - 新館4階に教室増築、翌年には北校舎東側にも教室を増築
- 1972年（昭和47年） - 市町村合併に伴い広島市立祇園小学校と改称
- 1989年（平成元年） - 南校舎改修（〜翌年度）、児童館設置のため南西側の門を南へ移動
- 1991年（平成3年） - 児童館開館
- 2002年（平成14年） - プール新設

## 校区
- 広島市立祇園中学校の校区
  - 古市四丁目（6番4号〜16号）、 祇園一丁目、祇園二丁目〜祇園八丁目、祇園町、長束三丁目（8番〜10番1号、10番30号～40号）[2]

## 学区内の主な施設
- 広島市立祇園中学校
- 広島県立祇園北高等学校
- AICJ中学校・高等学校 - 隣接している。
- イオンモール広島祇園 - 道路を挟んで隣接している。
- ゆめテラス祇園
- JR西日本可部線下祇園駅

## アクセス
- JR西日本可部線下祇園駅より徒歩10分。

## 備考
- たけのこ学級という名の、身体障害者用の学級が4クラスある[1]。

## 著名な出身者
- 木村龍朗（元サッカー選手、元ツエーゲン金沢）